# Bootleg (альбом Кэнси Ёнэдзу)
Bootleg — четвёртый студийный альбом японского музыканта Кэнси Ёнэдзу, выпущенный 1 ноября 2017 года.

## Об альбоме
В 2017 году, когда виртуальной певице Мику Хацунэ исполнялось 10 лет, Кэнси Ёнэдзу предложили написать поздравительную песню для Хацунэ, которая получила название «Suna no Wakusei» (яп. 砂の惑星 суна но вакусэй, «Планета песка»). Композиция в исполнении вокалоида вошла в альбом Hatsune Miku "Magical Mirai 2017" Official Album, достигший 13-го места в еженедельном чарте Oricon. Для Bootleg Кэнси уже сам исполнил «Suna no Wakusei». Песня посвящена программе Vocaloid, чья история сравнивается с путешествием по пустыне, и стала вирусной в сообществе поклонников азиатских виртуальных исполнителей.
Изначально Ёнэдзу планировал дать альбому название Dune, поскольку был уверен, что может создавать красивую музыку, и желал доказать это людям. Позже он решил использовать в качестве названия Bootleg.
Песня «Peace Sign» использовалась как первая начальная тема второго сезона аниме My Hero Academia. «Orion» стала второй закрывающей композицией аниме-сериала March Comes in Like a Lion. «Uchiage Hanabi», изначально записанная Ёнэдзу совместно с певицей Даоко, послужила финальной темой аниме-фильма Fireworks, в альбом вошла её изменённая сольная версия.
Bootleg возглавил еженедельные хит-парады Oricon и Billboard Japan и получил двойную платиновую сертификацию Японской ассоциации звукозаписывающих компаний (RIAJ). Также цифровые продажи в объёме 194 526 копий принесли альбому золотую сертификацию RIAJ.

## Список композиций
| №                   | Название                                              | Длительность |
| ------------------- | ----------------------------------------------------- | ------------ |
| 1.                  | «Hien» (飛燕)                                         | 4:03         |
| 2.                  | «Loser»                                               | 4:03         |
| 3.                  | «Peace Sign» (ピースサイン)                           | 3:58         |
| 4.                  | «Suna no Wakusei» (砂の惑星, при участии Мику Хацунэ) | 4:00         |
| 5.                  | «Orion»                                               | 4:41         |
| 6.                  | «Kaiju no March» (かいじゅうのマーチ)                 | 4:55         |
| 7.                  | «Moonlight»                                           | 3:44         |
| 8.                  | «Shunrai» (春雷)                                      | 4:48         |
| 9.                  | «Fogbound» (при участии Элайзы Икэды)                 | 4:15         |
| 10.                 | «Number Nine» (ナンバーナイン)                        | 4:21         |
| 11.                 | «Alice» (爱丽丝)                                      | 3:09         |
| 12.                 | «Nighthawks»                                          | 4:20         |
| 13.                 | «Uchiage Hanabi» (打上花火, изменённая версия)        | 4:19         |
| 14.                 | «Haiiro to Ao» (灰色と青, при участии Масаки Суды)    | 5:32         |
| Общая длительность: | Общая длительность:                                   | 60:08        |

## Чарты и сертификации
| Чарт (2017)                        | Высшая позиция |
| ---------------------------------- | -------------- |
| Oricon                             | 1              |
| Japan Hot Albums (Billboard Japan) | 1              |

| Чарт (2017)                        | Высшая позиция |
| ---------------------------------- | -------------- |
| Oricon                             | 17             |
| Japan Hot Albums (Billboard Japan) | 16             |

| Чарт (2018)                        | Высшая позиция |
| ---------------------------------- | -------------- |
| Oricon                             | 13             |
| Japan Hot Albums (Billboard Japan) | 1              |

| Чарт (2019)                        | Высшая позиция |
| ---------------------------------- | -------------- |
| Oricon                             | 41             |
| Japan Hot Albums (Billboard Japan) | 9              |

### Сертификации
| Регион | Сертификация  | Продажи            |
| --- | ------------- | ------------------ |
| Япония | 2× платиновый | 500 000 *          |
| Япония | золотой       | 194 526 (цифровые) |
| * Данные о продажах приведены только на основе сертификации. ^ Данные о тиражах приведены только на основе сертификации. |               |                    |

## Награды
| Год  | Награда                  | Номинация   | Итог   |
| ---- | ------------------------ | ----------- | ------ |
| 2018 | 10-я CD Shop Awards      | Гран-при    | Победа |
| 2018 | 60-я Japan Record Awards | Альбом года | Победа |